# Dina (danseuse)
Pour les articles homonymes, voir Dina.
Dina Talaat (arabe : دينا طلعت), née le 12/04/1964, est une célèbre danseuse et actrice égyptienne. Selon le magazine américain Newsweek elle est la plus grande danseuse du ventre encore vivante.

## Biographie personnelle
Dina Talaat est née à Rome où son père est correspond pour une agence du Moyen-Orient. Après avoir fini ses études et obtenu une maîtrise en philosophie à l'université Ain Shams du Caire, sur l'insistance de son père, elle commence sa carrière de danseuse pour une troupe dès la fin des années 1970. Très vite elle commence sa carrière solo et danse pour les plus grands hommes, elle se produit dans des lieux de renommée internationale comme les hôtels Sheraton au Caire ou à Monte-Carlo. 
Parallèlement à sa carrière de danseuse elle se lance dans le cinéma dès la fin des années 1980 et tourne dans de nombreux succès populaires égyptiens notamment: Ginan fi Ginan (1990), Al-Mansi (1992) et Estakoza(1996).

## Filmographie
- El-Kammasha (1987)
- En-Nasib Maktoub (1987)
- Ginan fi Ginan (1990)
- Al-Ghashim (1991)
- Albaree wa al-Gallad (1991)
- Esteqalet Gaber (1992)
- Mazbahet al-Shorafaa (1992)
- Demo Sahebat Al-Galala (1992)
- Al-Mansi (1993) - Guest of Honour
- Qshr el-Bondoq (1995)
- Estakoza (1996)
- Ibn Ezz (2001)
- Alaya el-Tarab bet-Talata (2007)
- Elbelyatsho (2007)
- Maganin Nos Kom (2007)
- Ezbet Adam (2009)
- Wlad Al Balad (2010)
- Shari' Al Haram (2011)